# Linares (Lugo)
Linares (llamada oficialmente Santo Estevo de Liñares) es una parroquia y una aldea española del municipio de Piedrafita, en la provincia de Lugo, Galicia.

## Otras denominaciones
La parroquia también es conocida por los nombres de San Estebo de Liñares y San Estevo de Liñares.

## Organización territorial
La parroquia está formada por cuatro entidades de población:
- Brimbeira
- Celeiro (Celeiró)
- Coterces
- Liñares

## Demografía

### Parroquia
| Gráfica de evolución demográfica de Linares (parroquia) entre 2000 y 2020 |
|                                                                           |
| Datos según el nomenclátor publicado por el INE.                          |

### Aldea
| Gráfica de evolución demográfica de Liñares (aldea) entre 2000 y 2020 |
|                                                                       |
| Datos según el nomenclátor publicado por el INE.                      |